# Sport au Maroc
Cet article traite des compétitions sportives internationales tenues au Maroc ainsi que de l'entrainement et des résultats des athlètes marocains de haut niveau.

## Histoire
Le sport a commencé à se développer à partir du XIXe siècle au Maroc, c’était les sports équestres qui intéressaient le plus les marocains à l’époque. Le premier club sportif du pays a été créé à l’époque de l’Empire Chérifien en 1902, il s’agit du Club Athlétique Marocain. Certains sports comme le cyclisme, le tennis ou le rugby sont eux apparus au Maroc durant la période du protectorat français. Le football est devenu le sport national courant XXe siècle (jusqu’à aujourd’hui). Le pays est par la suite devenu une grande nation mondiale de l’athlétisme et du kick-boxing, entre autres.
- Abdeslam Radi est le premier arabe à avoir remporté une médaille olympique. C’était lors des Jeux olympiques d'été de 1960.
- Nawel El Moutawakel est devenue la première femme africaine et arabe à remporter une médaille d’or olympique lors des Jeux olympiques d'été de 1984.
- L’Équipe du Maroc a été la première sélection arabe et africaine à se qualifier pour le deuxième tour de la Coupe du monde en 1986.

## Compétitions internationales
Plusieurs compétitions d'envergure internationale sont organisées annuellement au Maroc, on peut citer
- Ligue de diamant;
- Marathon des Sables ;
- Marathon de Marrakech ;
- Marathon vert d'Agadir ;
- Grand-Prix Hassan II de Tennis ;
- Tour du Maroc cycliste ;
- Race of Morocco ;
- ePrix de Marrakech.

Par ailleurs, des rendez-vous majeurs du calendrier sportif mondial et africain se sont tenues au Maroc :
| Année | Compétition                                                      | Lieux             |
| ----- | ---------------------------------------------------------------- | ----------------- |
| 1961  | Jeux panarabes                                                   | Casablanca        |
| 1964  | Championnat d'Afrique de basket-ball masculin                    | Casablanca        |
| 1968  | Championnat d'Afrique de basket-ball masculin                    | Casablanca        |
| 1975  | Championnats du monde de cross-country IAAF                      | Rabat             |
| 1980  | Championnat d'Afrique de basket-ball masculin                    | Casablanca        |
| 1983  | Jeux Méditerranéens                                              | Casablanca        |
| 1984  | Championnats d'Afrique d'athlétisme                              | Rabat             |
| 1985  | Jeux panarabes                                                   | Rabat             |
| 1987  | Championnat d'Afrique de handball masculin                       | Casablanca, Rabat |
| 1988  | Coupe d'Afrique des nations de football                          | Casablanca, Rabat |
| 1989  | Jeux de la Francophonie                                          | Casablanca, Rabat |
| 1997  | Coupe d'Afrique des nations junior                               | Meknès, Fès       |
| 1998  | Championnats du monde de cross-country IAAF                      | Marrakech         |
| 2000  | Coupe d’Afrique de Rugby à XV                                    | Casablanca        |
| 2001  | Championnat d'Afrique de basket-ball masculin                    | Casablanca, Rabat |
| 2005  | Championnats du monde d'athlétisme espoir                        | Marrakech         |
| 2007  | Championnat du monde masculin de volley-ball des moins de 21 ans | Casablanca, Rabat |
| 2009  | Championnat d’Afrique de Volley-ball                             | Tétouan           |
| 2014  | Coupe du Monde des clubs FIFA 2014                               | Tétouan           |
| 2018  | 2018 Supercopa de España                                         | Tanger            |
| 2018  | Championnat d’Afrique des nations 2018                           | Casablanca, Rabat |
| 2022  | Coupe d’Afrique féminine                                         | Casablanca, Rabat |
| 2022  | Championnat d’Afrique de Beach-volley                            | Agadir            |

## Formation des sportifs de haut niveau
Le Maroc dispose de nombreux centres et instituts spécialisés dans la formation de sportifs de haut niveau, on y trouve notamment :
- Académie Mohammed VI de football (Football);
- Centre sportif de Maâmoura (Football);
- Institut national d'athlétisme (Athlétisme) ;
- Centre National des Sports Moulay Rachid (Taekwondo, Judo, Boxe, Cyclisme, Lutte, Haltérophilie) ;
- Centre National Belle-vue (Volley-ball) ;
- Centre National de Basket-ball.

## Palmarès international

### Athlétisme
Médailles d'athlétisme aux Jeux Olympiques
- 8 médailles d'or
- 5 médailles d'argent
- 8 médailles de bronze

Médailles aux Championnats du monde d'athlétisme
- 12 médailles d'or
- 12 médailles d'argent
- 9 médailles de bronze

Autres titres
- 3 Grand Prix d'athlétisme IAAF (1986, 1988, 1989)
- 3 Trophée IAAF de l'athlète de l'année (2001, 2002, 2003)
- 4 Golden League (1998, 2000, 2001, 2002)

### Football
- 1 Coupe d'Afrique des nations de football (1976)
- 2 Championnat d’Afrique des nations (2018, 2020)
- 7 Ligue des Champions de la CAF  (1985, 1989, 1992, 1997, 1999, 2017,2022)
- 8 Coupe de la confédération  (2005, 2010, 2011, 2018, 2020, 2021,2022, 2025)
- 2 Coupe de la CAF (1996, 2003)
- 5 Supercoupe d'Afrique (2000, 2012, 2018, 2019,2022)
- 1 Coupe d'Afrique des vainqueurs (2002)
- 2 Coupe afro-asiatique (1993, 1999)
- 1 Coupe arabe des nations de football (2012)
- 2 Tournoi des Jeux panarabes (1961, 1976)
- 1 Tournoi des Jeux de la Francophonie (2001)
- 2 Tournoi des Jeux méditerranéens (1983, 2013)
- 3 Ligue des Champions arabes (1989, 2006, 2021)
- 4 Coupe arabe des vainqueurs de coupe (1991, 1992, 1993, 1996)
- 4 Ballon d'or africain (1975, 1985, 1986, 1998)

### Autres sports
Rugby
- 3 Coupe d'Afrique de rugby 
  -  (2003, 2005, 2011)
- 2 Tri-nations maghrébin
  - (2016, 2017)

Basket-ball
- 1 Championnat d'Afrique de basket-ball masculin (1965)
- 1 Coupe d’Afrique des clubs champions de basket-ball
  - Maghreb de Fès : 1998
- 1 Coupe d'Afrique des vainqueurs de coupe de basket-ball
  - Maghreb de Fès : 1996

Kick-Boxing et Boxe Thaï (Top Organizations seulement) 
- 2 Titre de champion du monde en poids lourds de K-1 (ancêtre du Glory)
  - (Badr Hari : 2007, 2008)
- 6 Titre de champion du monde en poids légers du Glory
  - (Tyjani Beztati : 2021, 2022, 2022,

2023, 2023, 2024)
- 2 Titre de champion du monde en poids mi-lourds du Glory
  - (Tarik Khbabez : 2023, 2024, 2024)
- 3 Titre de champion du monde en flyweight du One Championship
  - (Illias Ennahachi : 2019, 2019, 2021)
- 1 Titre de champion du monde en strawweight du One Championship
  - (Joseph Lasiri : 2022)
- 6 Titre de champion du monde en poids moyens de WBC
  - (Youssef Boughanem : 2018, 2018, 2019, 2019, 2021, 2021)
- 2 Titre de champion du monde en poids lourds de WBC
  - (Yassine Boughanem : 2018, 2019)
- 1 Titre de champion du monde en poids lourds-légers de WBC
  - (Mouhcine Chafi : 2023)
- 1 Titre de champion du monde en poids coqs de WBC
  - (Joseph Lasiri : 2017)
- 1 Titre de champion du monde en poids welters de WBC
  - (Morgan Adrar : 2016)
- 1 Titre de champion du monde en poids légers de WBC
  - (Mosab Amrani : 2008)
- 1 Titre de champion du Grand Prix 2018 du Glory
  - (Jamal Ben Saddik : 2018)
- 3 Titre de champion du monde en poids lourds de It’s Showtime (ancêtre du Glory)
  - (Badr Hari : 2009, 2009, 2010)
- 1 Titre de champion du monde en poids moyens de It’s Showtime (ancêtre du Glory)
  - (L'houcine Ouzgni : 2012)
- 1 Titre de champion du monde en poids légers de It’s Showtime (ancêtre du Glory)
  - (Hassan El Hamzaoui : 2009)
- 2 Titre de champion du monde du Bellator
  - (Karim Ghajji : 2016, 2017)
- Titres de "ENFUSION World Champion"
  - + de 20 titres de "ENFUSION World Champion" ont été remportés par des kick-boxeurs marocains, 1ère nation la plus titrée de l’histoire de l’Enfusion.

Boxe (World Champions seulement) 
- 3 Titre de champion du monde en poids coqs de WBC
  - (Nordine Oubaali : 2019, 2020, 2021)
- 1 Titre de champion du monde silver en poids moyens de WBC
  - (Bilel Jkitou : 2024)
- 1 Titre de champion du monde silver en poids super-plumes de WBC
  - (Khalil El Hadri : 2024)
- 1 Titre de champion du monde en poids super-plûmes de IBF
  - (Samir Ziani : 2021)
- 1 Titre de champion du monde en poids coqs de WBO
  - (Moussa Gholam : 2019)
- 1 Titre de champion du monde en poids coqs de WBA
  - (Nordine Oubaali : 2016)
- 1 Titre de champion du monde en poids légers de WBA
  - (Samir Ziani : 2012)
- 1 Titre de champion du monde en poids welters de WBA
  - (Ismael El Massoudi : 2011)
- 3 Titre de champion du monde en poids légers de WBA
  - (Khalid Rahilou : 1997, 1997, 1998)

Futsal
- 3 Coupe d’Afrique des nations de Futsal (2016, 2020,2024)
- 3 Coupe d’Arabe de Futsal (2021, 2022, 2023)
- 1 Coupe des confédérations de Futsal(2022)

Handball
- 1 Coupe d'Afrique des vainqueurs de coupe de handball (1996)
  - Kawkab de Marrakech : 1996

Volley-ball
- 1 Championnat d'Afrique de volley-ball masculin des juniors (2004)
- 1 Championnat d'Afrique de volley-ball masculin des cadets  (2004)

Beach volley-ball
- 3 Championnat d'Afrique de beach-volley (2017, 2019,2022)

Pétanque
L’Équipe du Maroc est la plus sacrée du continent africain, son dernier sacre remonte à 2021.
Sambo
Le Maroc est sacré champion d’Afrique pour la 15ème fois d’affilée en 2021. La nation dominante du continent au Sambo (art-martial dérivant de plusieurs autres sports de combats comme le karaté, le judo…)